# Stefan Plewniak
Stefan Plewniak (ur. 23 sierpnia 1981 w Krakowie) – polski skrzypek barokowy i współczesny, dyrygent, producent muzyczny.
Założyciel i dyrektor artystyczny orkiestry „Il Giardino d’Amore”, zespołu „Cappella dell’Ospedale della Pietà Venezia” i „The FeelHarmony Symphony Orchestra". Założyciel wytwórni płytowej Ëvoe Records.
Dyrygent l’Orchestre de l’Opera Royale w Wersalu i w Warszawskiej Operze Kameralnej, a od 2012 dyrygent i pedagog w prywatnym Instytucie Smyczkowym w Oslo – NOR59.

## Studia
W 2005 ukończył studia muzyczne w Polsce na Akademii Muzycznej w Krakowie w klasie dr hab. Barbary Wysockiej. W 2007 ukończył studia podyplomowe w Maastricht Conservatoire, w klasie prof. Roberta Szredera. W 2010 studiował w konserwatorium paryskim CNSMDP w klasie prof. Francois Fernandeza. W 2005 ukończył kurs uzupełniający w Konserwatorium w Pradze i w 2011 kursu na ESMUC w Barcelonie.

## Dyskografia
Wydane płyty przez wytwórnię Ëvoe Records:
- Amor Sacro Amor Profano (2015)
- Cantates et Petits Macarons (2015)
- Carnevale di Venezia (2017)
- The Heart of Europe (2017)
- Enemies in Love (2018)
- Shostakovich & Tchaikovsky (2018)
- L’Eleganza Capricciosa (2019)[5]
- It’s Christmas Time (2019)